# Regent (Nederlands-Indië)
In het koloniale Nederlands-Indië was een regent een inheems feodaal edelman, die op lokaal niveau bepaalde bestuurstaken verrichtte onder toezicht van een Europese resident.

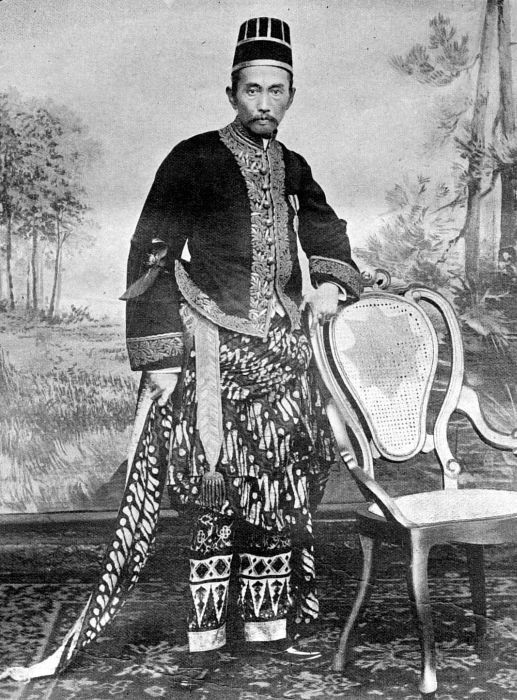
Raden Adipati Soeria Nata Ningrat, regent van Lebak (West-Java).

## Hiërarchie
Het oppergezag in Nederlands-Indië was in handen van de gouverneur-generaal. Deze stond direct onder de koning en regering in Nederland. Vervolgens was het immens grote eilandenrijk verdeeld in residentschappen, met aan het hoofd een resident. Een residentschap was verdeeld in afdelingen ofwel assistent-residentieën, elk met twee gezagsdragers: de regent uit de inlandse feodale aristocratie, protocollair de 'regerende vorst', en de assistent-resident, een Nederlander die de koloniale overheid vertegenwoordigt.
De regent is in regel (maar de koloniale overheid bemoeide zich daar soms mee) de opvolger door erfrecht van een lokale dynastie, zoals er heel wat waren, van verschillende rang en met uiteenlopende titels, zoals sultan (oorspronkelijk Arabisch, ingevoerd met de islam), radja (van Voor-Indische oorsprong, relict uit de hindoe-periode) of nog diverse autochtone, meer particuliere titels zoals dewa agoeng, datoek, kejuruan, panembahan, pangeran, cocorkda, abang, anak agoeng, aroe/aroa, wira.

## Adat
De adat schreef voor dat bij officiële gelegenheden de regent en de resident gebroederlijk gearmd liepen, hiermee benadrukkend dat de regent geleid werd door zijn grotere 'broer'. De regent viel immers onder de controle van de resident. 

## Competentie
Een regent had een belangrijke functie in het bestuur van Nederlands-Indië. In de Nederlandse kolonie werd de rechtspraak niet alleen door de Nederlanders geregeld; ook de inheemsen mochten hun mening geven. Er waren zelfs rechtbanken waar alleen zij onderling rechtspraken.
Voor de kleinere misdrijven waren er andere rechtbanken. Een voorbeeld hiervan is het Regentschapsgerecht. De voorzitter van dit Regentschapsgerecht is een regent. Zo’n regent besliste over de straf voor slechts kleine overtredingen, zoals boetes tot maximaal ƒ 10 of een gevangenisstraf tot zes dagen.